# Clavatula helena
Clavatula helena é uma espécie de gastrópode do gênero Clavatula, pertencente a família Clavatulidae.